# Амано-Івато
Ама-но-Івато (яп. 天岩戸, дос. «Печера сонячного бога») в японській міфології – печера, куди Сусаноо, японський бог морів, загнав Аматерасу. Це призвело до того, що Сонце заховалося на довгий час.
Щоб виманити Аматерасу з печери, боги зібралися зовні. Коли вона почула шум, то виглянула з цікавості, але була засліпленою дзеркалом Ята і тоді подумала, що вони святкували прибуття навіть більш великого та яскравого божества ніж вона. Хоча насправді то було її відображення в дзеркалі. Тоді Тадзікараво примусив печеру відкритися і решта світу знов занурився у світло. Коли Аматерасу вийшла з печери, святу печать було накладено на неї так, що вона не могла повернутися до укривання.
| Прапор Японії | Це незавершена стаття про Японію. Ви можете допомогти проєкту, виправивши або дописавши її. |